# Abdellatif Jrindou
Abdellatif Jrindou (Casablanca, 1º  ottobre 1974) è un allenatore di calcio ed ex calciatore marocchino, di ruolo centrocampista, tecnico del Maghreb Fès.

## Carriera

### Giocatore

#### Club
Ha giocato nel campionato marocchino, emiratino e saudita.

#### Nazionale
Tra il 1995 e il 2001 è sceso in campo 15 volte con la maglia della Nazionale.

### Allenatore
010-2012	Drapeau : Maroc Raja CA (adjoint)
2012-2013 	Drapeau : Maroc JS Massira
2014-2015 	Drapeau : Maroc Maroc -17 ans
2016-2017 	Drapeau : Maroc Olympique Dcheira
2018-2020 	Drapeau : Maroc CJ Ben Guerir
2020- 	Drapeau : Maroc Maghreb de Fès (manager général)